# Ochlerotatus stimulans
Ochlerotatus stimulans là một loài muỗi cũng có tên đồng nghĩa là 'Aedes stimulans', loài muỗi rừng gỗ.